# Miletus aphytis
Miletus aphytis är en fjärilsart som beskrevs av Hans Fruhstorfer 1913. Miletus aphytis ingår i släktet Miletus och familjen juvelvingar. Inga underarter finns listade i Catalogue of Life.